# Metisa atra
Metisa atra är en fjärilsart som beskrevs av Joannis 1929. Metisa atra ingår i släktet Metisa och familjen säckspinnare. Inga underarter finns listade i Catalogue of Life.